# Жулицька гора, гора Сторожиха, гора Висока
Жу́лицька гора́, гора́ Сторожи́ха, гора́ Висо́ка — комплексна пам'ятка природи місцевого значення в Україні. Розташована в Золочівському районі Львівської області, на північ від села Жуличі. 
Площа 261 га. Статус надано згідно з рішенням Львівської облради від 9.10.1984 року № 495. Підпорядкована ДП «Золочівський лісгосп», Білокамінське лісництво. 

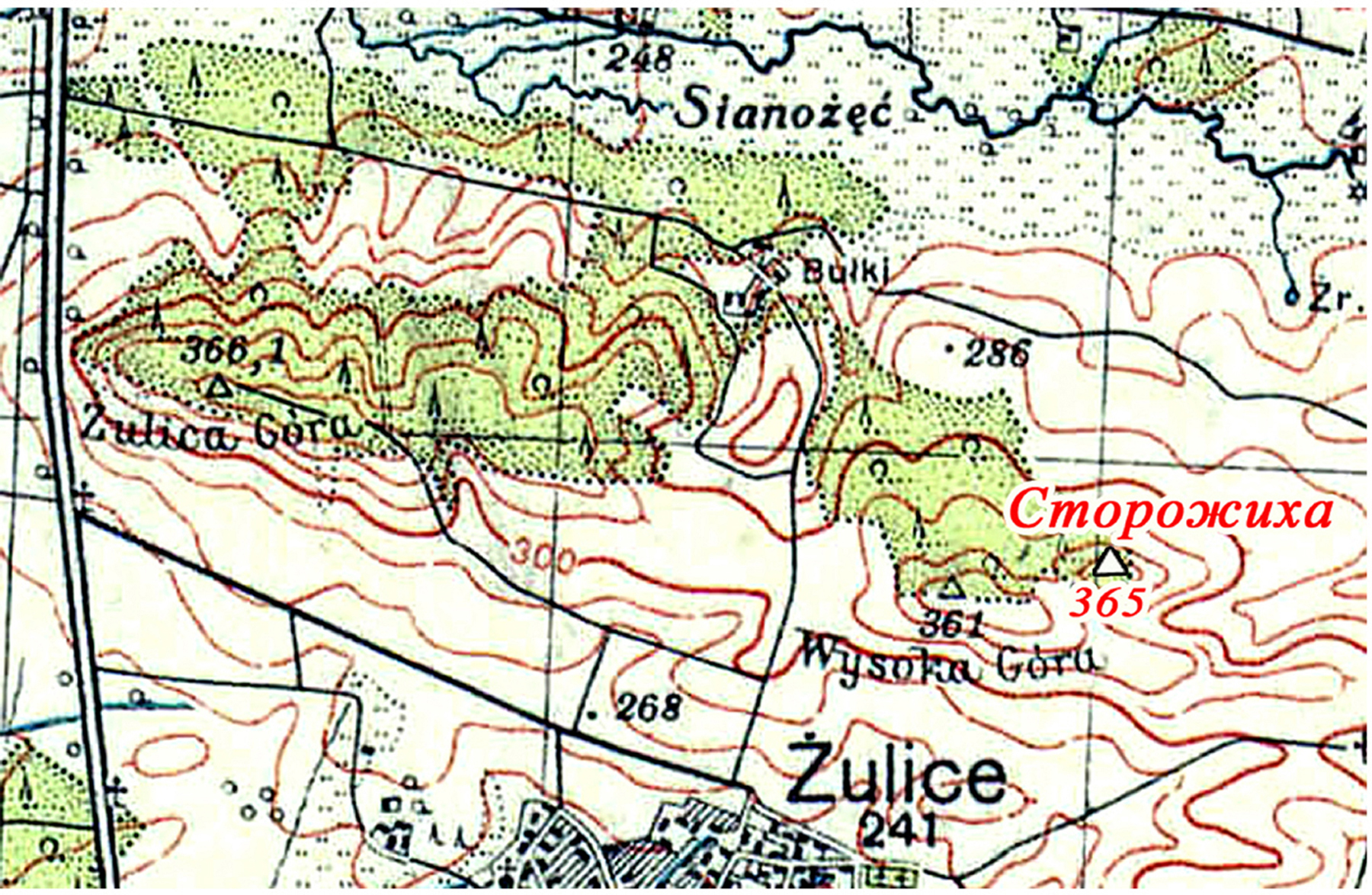
Жулицька гора і гора Висока на польській військовій мапі 1939 року. Червоним кольором додатково позначено гору Сторожиху (365 м)

Пам'ятка природи охоплює собою вершини і схили трьох гір у західній частині Вороняків — Жулицька (369 м), Висока (360 м) і Сторожиха (365 м), які простягаються одна за одною із заходу на схід уздовж Західного Бугу. На мапах австрійської і польської доби зафіксовані дещо відмінні показники висоти Жулицької гори і гори Високої — 366,1 м і 361 м відповідно.   
Гора Сторожиха, або Страж-гора, одержала свою назву від сторожового поста, який знаходився за татарських часів на вершині гори і густим чорним димом зі смоляної бочки попереджав сусідні поселення про наближення кочівників. Цікаво, що гора Висока, названа так місцевими людьми за свою конусоподібну форму, виявилася нижчою і від Сторожихи, і від Жулицької гори (інша назва — Широка гора).

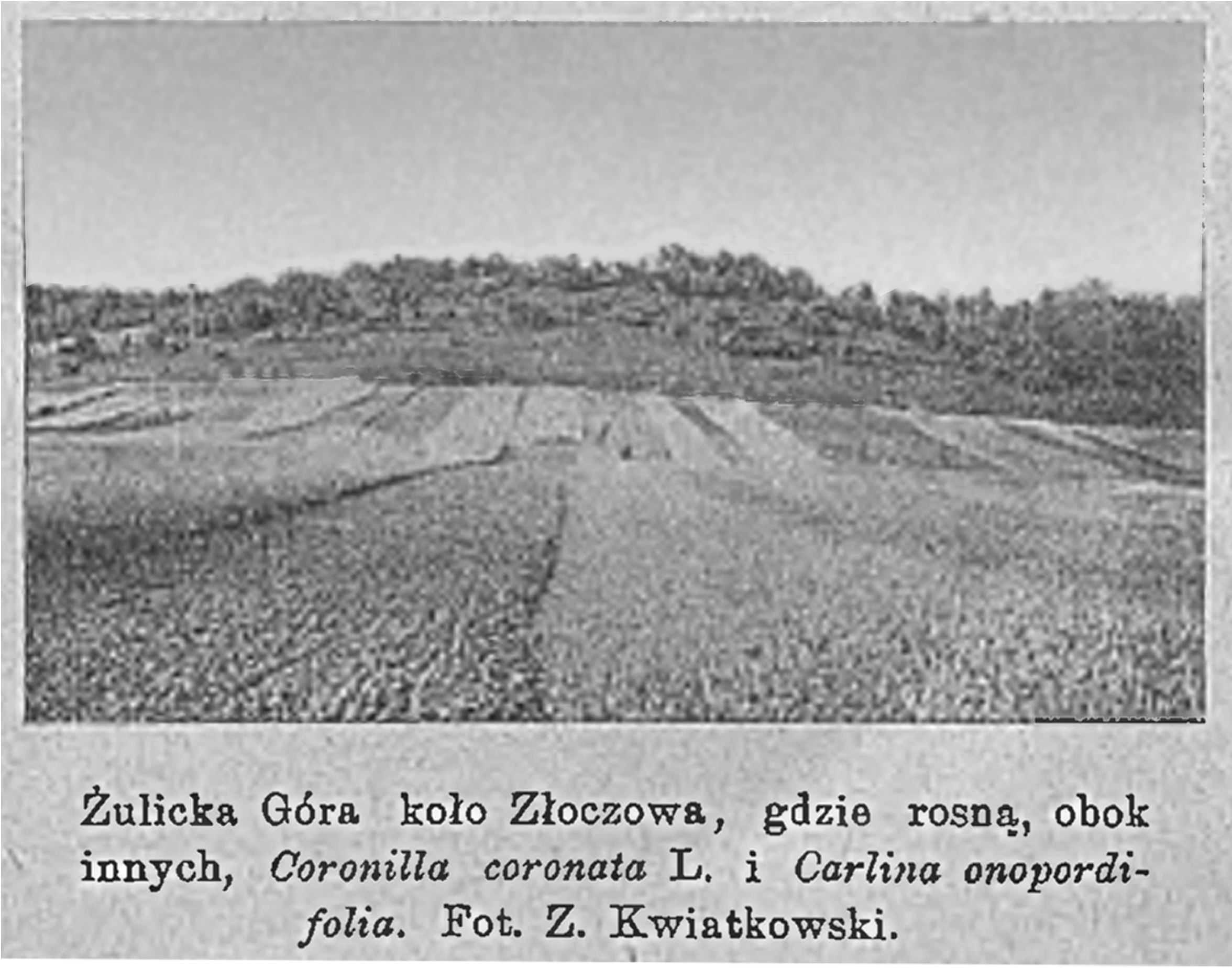
Жулицька гора на світлині майже столітньої давності. Позначена як місце зростання в'язілю увінчаного (Coronilla coronata L.), відкасника (дев'ятисила) татарниколистого (Carlina onopordifolia) та інших рідкісних рослин. (Журнал «Przyroda i technika», 1922 р. Фото З. Кв’ятковського)

Пам'ятка природи створена з метою охорони рідкісних рослин: сон великий, білоцвіт весняний, відкасник татарниколистий, зозулині черевички, любка дволиста, купина запашна, анемона гайова, підсніжник звичайний, вовчі ягоди пахучі та вовчі ягоди Юлії. 

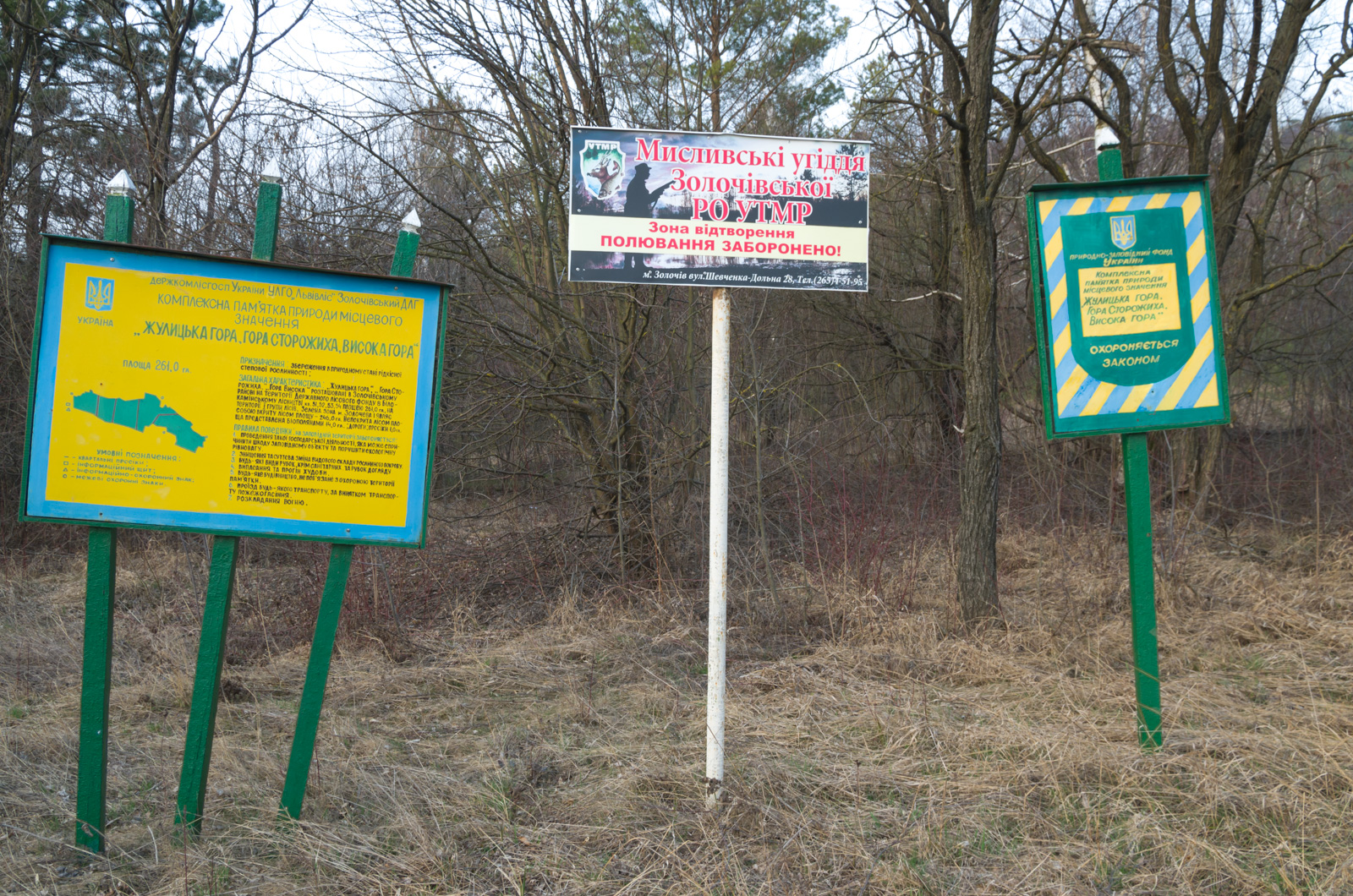
Інформаційні таблиці

На початку 30-х років минулого століття з ініціативи Петра Контного, видатного галицького вченого-природознавця, уродженця села Дуб'є, що на Бродівщині, на Жулицькій горі був створений один з перших у Польщі шкільний природний заповідник, названий на честь львівського архієпископа Юзефа Більчевського. 
Наприкінці 2009 року Жулицька гора, гора Сторожиха, гора Висока стали заповідними об'єктами  Національного природного парку «Північне Поділля», створеного 11 грудня 2009 року згідно з указом президента України Віктора Ющенка з метою збереження цінних природних та історико-культурних комплексів і об'єктів Північного Поділля. Парк охоплює територію південної частини Бродівського району, центральну, частину західної, східну та північно-східну частини Золочівського району та східну частину Буського району.